# Moonlit Cross
Moonlit Cross (dt. Vom Mond beleuchtetes Kreuz) ist das Debütalbum der deutschen Heavy-Metal-Band The Night Eternal.

## Entstehung
Im Jahr 2020 bewarben sich die Musiker mit dem Song Shadow´s Servants bei ihrem Wunschlabel Ván Records, welches die Band auch unter Vertrag nahm und das Stück als 7"-Single veröffentlichte. Auch aufgrund von Einschränkungen durch die COVID-19-Pandemie zog sich dann der reine Aufnahmeprozess für das Debütalbum Moonlit Cross in etwa über acht Monate. Aufnahme und Mix lagen dabei in den Händen von Ralf Präkelt, das Mastering übernahm Chris Common im US-Tonstudio Twin Hills Recording.
Im September 2021 veröffentlichte die Band vorab ein Musikvideo zum Stück Elysion (Take Me Over), Ende Oktober folgte ein Video zum Lied Son of Sin. Veröffentlichungstermin des Albums war der 5. November. Für die Formate CD und LP zeichnete Ván Records verantwortlich, für das Tape-Format das Musiklabel Dying Victims Productions, das 2019 die EP The Night Eternal herausbrachte.

## Covergestaltung
The Night Eternal – Moonlit Cross

Link zum Bild

Das von Lena Richter gezeichnete Cover zeigt im Vordergrund zwei erhobene Hände, die augenscheinlich Löcher in den Handflächen haben, und die Ansätze von Unterarmen, die aus einem roten Umhang kommen. Zwischen den Händen beginnt am unteren Rand der bis zum oberen Rand reichende breite Längsbalken eines lateinischen Kreuzes, dessen schmalerer und leicht kürzerer Querbalken oberhalb der Mitte ebenfalls zu beiden Rändern reicht. Vordergründig ist ein männlicher Körper, dem Kopf und Hände fehlen, am Kreuz angeschlagen. Dahinter ist ein roter Umhang zu sehen, bei dem anstelle des Kopfes Mond und Sterne in einer Kapuze platziert sind, und bei dem Hände an das Kreuz genagelt sind. Die restliche Bildfläche ist von einer grauen, nebligen Masse ausgefüllt. Das Bandlogo ist oben links platziert, der Albumtitel unten rechts.

## Titelliste
| # | Titel                   | Länge | Autoren                                                     |
| - | ----------------------- | ----- | ----------------------------------------------------------- |
| 1 | Manbelyst (Intro)       | 0:49  | Rob Richter                                                 |
| 2 | Elysion (Take Me Over)  | 5:14  | Rob Richter, Ricardo Baum                                   |
| 3 | Cloaked in Darkness     | 5:07  | Rob Richter, Ricardo Baum                                   |
| 4 | Son of Sin              | 6:30  | Rob Richter, Ricardo Baum                                   |
| 5 | Deadly as a Scythe      | 3:58  | Rob Richter, Ricardo Baum                                   |
| 6 | Shadow's Servants       | 4:28  | Rob Richter, Ricardo Baum, Aleister Präkelt                 |
| 7 | Prison of Flesh         | 4:36  | Rob Richter, Ricardo Baum                                   |
| 8 | Closeness In Suspension | 5:29  | Rob Richter, Ricardo Baum, Aleister Präkelt, Henry Käseberg |
| 9 | Moonlit Cross           | 4:40  | Rob Richter, Ricardo Baum                                   |

## Musikalische Aspekte
Thorsten Dörting vom deutschen Magazin Rock Hard erinnerte die „leicht melancholische, aber kraftsaftige Grundfarbe [des] geschmackssicheren Sounds [...] an (eine metallischere Variante von) Unto Others/Idle Hands, an In Solitude oder die Vorzeige-Neoklassik-Metaller von Night“. Andreas Schiffmann beschrieb die Musik als „klassischer Heavy Metal auf der Höhe der Zeit, aber mit Sepia-Glanz und staubiger Mystik“ und Marcus Köhler vom Webzine Saitenkult verortete den Stil „im Bereich des epischen Old School-Heavy Metal mit düsterer Atmosphäre“. Sowohl Schiffmann als auch Köhler gaben als Referenz „frühe Iron Maiden“ an, wobei Köhler zusätzlich Thin Lizzy, Angel Witch und Mercyful Fate nannte.

## Rezeption
| Professionelle Bewertungen | Professionelle Bewertungen |
| -------------------------- | -------------------------- |
| Kritiken                   |                            |
| Quelle                     | Bewertung                  |
| Deaf Forever               | [ 7 ]                      |
| Rock Hard                  | [ 4 ]                      |
| Metal Hammer               | [ 8 ]                      |

In Ausgabe 1/22 des Musikmagazins Deaf Forever erreichte das Album die Spitze des monatlichen Soundchecks. Darüber hinaus errang es den zweiten und dritten Platz der Soundchecks im Metal Hammer respektive dem Rock Hard.